# Malgrate
Malgrate (lombardul: Malgraa) település Olaszországban, Lombardia régióban, Lecco megyében. Lakosainak száma 4204 fő (2023. január 1.). Malgrate Galbiate, Lecco és Valmadrera községekkel határos.

## Népesség
A település lakossága az elmúlt években az alábbi módon változott:
| Lakosok száma | 4250 | 4271 | 4204 |
|               | 2017 | 2018 | 2023 |